# Ian Beale
Ian Albert Beale (1 maart 1969) is een personage uit de Britse BBC-serie EastEnders. Hij wordt sinds 1985 gespeeld door Adam Woodyatt, de enige constante factor in de cast, en komt voor in meer dan 3000 afleveringen. Op 21 januari 2021 verliet hij voor onbepaalde tijd de serie. 

## Geschiedenis

### 1985-1988

#### Geboorte van een zakenman
Ian is de zoon van Pete en Kathy Beale. Zijn tante is Pauline Fowler, moeder van Mark, Michelle en Martin. Aan vaders kant heeft hij twee broers; Simon en David Wicks. 
Ian voelt er niets voor de groenten- en fruitkraam van zijn vader over te nemen; hij wil liever kok worden en volgt een opleiding aan de horecavakschool. Als Pete zich afvraagt of zijn zoon wel een echte man is stapt Ian tijdelijk in de boksring. In ieder geval blijkt er een zakenman in hem te schuilen; zo heeft hij korte tijd een bedrijfje met Kelvin Carpenter en Lofty Holloway en runt hij in 1988 een mobiele disco met Barry Clark. Na zijn eindexamen gaat Ian aan de slag in de cafetaria van Ali Osman om ook op eigen houtje te opereren. Tijdens deze periode profileert hij zich voor het eerst als de meedogenloze zakenman die hij uiteindelijk is geworden; hij leent Ali en diens compagnon Mehmet gokgeld met rente maar omdat Ali zijn schulden niet kan betalen wordt Ian op jonge leeftijd de nieuwe eigenaar van de cafetaria.

### 1989-1990

#### Huwelijk met Cindy Williams en geboorte van Steven
Inmiddels heeft Ian een relatie met Cindy Williams; ze verloven zich met elkaar in februari 1989, maar vlak daarna laat Cindy zich bezwangeren door haar ex Simon. Wicksy voelt er echter niks voor om nu al vader te worden en vol tegenzin geeft Cindy in oktober haar ja-woord aan Ian die nog altijd denkt ze zijn kind draagt. Op 25 december wordt Steven geboren; Simon wordt alsnog overmand door vaderlijke gevoelens en achter Ians rug om legt hij het weer aan met Cindy.
In augustus 1990 krijgt Ian dan eindelijk te horen dat hij niet de vader is van Steven. Ian probeert zelfmoord te plegen door zijn auto in de prak te rijden; hij overleeft het en terwijl hij in het ziekenhuis ligt vlucht Cindy met Simon en Steven naar haar moeder in Devon. Voorzien van een schietwapen zet Ian de achtervolging in en als hij Cindy met Simon betrapt is het oorlog tussen de Beales en de Wickses. Ian neemt wraak door Simon in dienst te nemen als chauffeur en 's mans bestelauto te saboteren. Dit pakt echter verkeerd uit doordat Simon Steven meeneemt; Ian probeert ze nog tegen te houden maar het ongeluk kan niet meer worden afgewend en in december ziet hij Cindy, Simon en Steven uit Walford vertrekken.

### 1991-1993

#### Geboorte van tweeling en overlijden van Pete
Ian stort zich op zijn cateringbedrijf (Meale Machine) en slaagt erin om iedereen tegen zich in het harnas te jagen. In 1992 gaat hij op zoek naar Cindy die door Wicksy is gedumpt; hij weet haar terug te halen naar Walford en op 7 december 1993 krijgen ze een tweeling, Peter en Lucy. Hun vreugde wordt getemperd door het nieuws dat vader Pete bij een auto-ongeluk om het leven is gekomen.

### 1994-1999

#### Moordaanslag en relatie met Mel Healy
In 1994 opent Ian een vis en friettent maar door zijn zakenobsessie verwaarloost hij Cindy en moet hij er via een privé-detective achter komen dat zij vreemdgaat met David. Ian sleept haar voor de rechter en krijgt de voogdij over de kinderen toegewezen; hij overleeft ternauwernood een moordaanslag en terwijl hij van zijn schotwond herstelt vlucht Cindy met de jongens (Lucy ligt ziek in bed) naar Italië. Ian zet in 1997 de achtervolging in, met hulp van de broers Phil (stiefvader) en Grant Mitchell; Cindy belandt in de gevangenis waar ze in 1998 overlijdt na de geboorte van haar vierde kind die ook Cindy wordt genoemd.
Ian opent een antiekwinkel en stelt domineeszus Melanie Healy aan als bedrijfsleidster. In augustus 1999 vraagt hij haar ten huwelijk maar al snel slaan de twijfels toe bij Mel, vooral omdat ze tijdens een vakantie in Brighton met Steve Owen naar bed is geweest. Bang dat Mel hem gaat verlaten haalt Ian haar over door te liegen dat Lucy kanker heeft; ze trouwen op 31 december 1999 tijdens een gezamenlijke ceremonie met Barry en Natalie Evans maar nog voordat het nieuwe millennium is begonnen ontdekt Mel  de brief waarin staat dat Lucy juist kerngezond is en gaat ze ervandoor.

### 2000-2004

#### Faillissement en huwelijk met Laura Dunn
Ian stort zich op de markt van gerenoveerde koopwoningen maar gaat in november 2000 failliet. Dankzij de steun van kinderoppas Laura Dunn komt hij er weer bovenop, en in januari 2001 wordt de vis en friettent heropend. Phil en Barry komen langs om hem zijn artistieke teloorgang in te wrijven.
In mei geven Ian en Laura elkaar hun ja-woord maar binnen de kortste keren gaat het mis; Laura wil een kind maar Ian vindt dat drie genoeg is en na de zoveelste ruzie zoekt hij troost bij de prostituee Janine Butcher die hem vervolgens chanteert. Steven komt erachter en vertelt alles aan Laura om in december 2002 bij Simon in Nieuw-Zeeland te gaan wonen. Ian wordt tijdelijk op straat gezet maar Laura vergeeft hem en vraagt opnieuw om een kind; Ian zegt dan wel ja maar ondertussen laat hij zich steriliseren. Als Laura toch zwanger raakt trekt Ian zijn conclusies en zet hij haar met Kerst op straat. Laura bevalt in 2003 van een zoon, Bobby; lange tijd wordt gedacht dat garagewerker Garry Hobbs (dan getrouwd met Lynne Slater) de vader is maar als Bobby een bloedtransfusie nodig heeft en beide ouders ongeschikte donoren zijn blijkt hoe het werkelijk zit. Ian had vlak na de ingreep (die pas na zes weken werkte) seks met Laura om geen argwaan te wekken; nadat Laura in 2004 een dodelijke val van de trap maakt wordt Bobby alsnog door zijn vader erkend.

### 2005-2008

#### Vete met Phil Mitchell en huwelijk met Jane Collins
Sinds 1995 leeft Ian op voet van oorlog met Phil; de kalende bullebak gaf hem een spoelbeurt op het toilet, trouwde met Kathy en verjoeg haar naar Zuid-Afrika met zijn vuisten en drankmisbruik. Toen Ian failliet ging en Phil om een lening smeekte was het antwoord nee. In 2001 laaide de vete weer op, doordat Ian Phil voor dood achterliet toen er op hem werd geschoten.
In april 2005 is Phil op de vlucht voor de politie; hij eist dat Ian hem helpt te ontsnappen maar wordt in de val gelokt. Een half jaar later, bij de terugkeer van de met Grant herenigde Phil, wordt Ian gedwongen om de garage (die hij van Phils zus Sam kocht) af te staan. In 2006 overlijdt Kathy bij een verkeersongeluk en krijgt Ian de voogdij over zijn kleine broertje Ben. Uiteraard probeert hij Phil op afstand te houden en gaat hij zelfs een weekendje kamperen; Phil is daar woedend om en op Bens verjaardag dreigt hij Ian in een taart met brandende kaarsen te duwen. Uiteindelijk gaat Ben dan toch bij zijn vader wonen. In 2007 lijken Ian en Phil wapenstilstand te sluiten wanneer ze met de kinderen gaan kamperen en een val in het water overleven; het is slechts van korte duur.
In juli 2007 trouwt Ian met Jane Collins, die hij dan drie jaar kent. Met haar wil hij wel een kind maar die wens wordt afgenomen door een kogel van de teruggekeerde Steven die Ian drie weken lang had gegijzeld op een spookflat na een 'Cindy-leeft-nog' pestcampagne. Ian brengt Steven naar een psychiatrische kliniek alvorens hij hem weer in huis neemt, tot grote ergernis van Jane. Als blijkt dat Steven Lucy heeft geholpen met weglopen is het definitief voorbij.

### 2009-2011

#### Moord op Archie Mitchell
In 2009 loopt Ian opnieuw in de val van Janine; hij wordt gedwongen om een leenovereenkomst met Phil (die hem bij verstrijken van het ultimatum tot kroegbaas van de Queen Victoria maakt) aan haar en de slinkse Archie Mitchell te verkopen, anders krijgt Jane een suggestieve geluidsopname te horen. Aanvankelijk weigert Ian daaraan toe te geven ("Dat kan ik Ben niet aandoen") maar ook hij blijkt omkoopbaar en vlak voor de Kerst worden de Mitchells uit de Vic gezet. Ian probeert zijn hachje te redden door de laptop te stelen met de belastende opname maar wordt in verband gebracht met de moord op Archie, niet geholpen door het feit dat hij de laptop in het water gooit en dat daar beelden van zijn. Ian komt echter vrij en op 19 februari 2010 blijkt Stacey Slater de dader te zijn, al wordt de overleden Bradley Branning als de officiële schuldige aangewezen.

#### Zwangerschap van Lucy en wraak van Jane
Op zijn 41e verjaardag, wordt Ian veroordeeld tot een taakstraf van 20 uur. Een week later krijgt hij te horen dat Lucy zwanger is en dat ze het kind aan hem en Jane wil afstaan nu hun adoptieplannen door de zaak Archie in het water zijn gevallen. Ian doet alsof hij het ermee eens is om Lucy in te laten zien waar ze aan begint maar na het zien van een bevallings-dvd, die ook bij zijn plan hoorde, gaat hij alsnog overstag. 
Dan krijgt Lucy bedenkingen en besluit ze om naar de abortuskliniek te gaan; Ian spijbelt van de plantsoenendienst om zijn dochter te steunen. Tegen Jane vertelt hij dat Lucy een miskraam heeft gehad, maar als deze leugen aan het licht komt wordt een wraakactie gepland. 
Ian komt erachter dat hij straks met lege handen achterblijft en wordt door Jane gedwongen om alles op te biechten. Ze heeft echter nog een verrassing voor hem; ze is weer wat met Masood begonnen. Ian laat het er niet bij zitten en vertelt Zainab publiekelijk de waarheid. Jane heeft dan haar slag geslagen en verlaat 19 mei 2011 de Square. Ian is geen eigenaar meer van de cafetaria, en daar Peter en Lucy al zijn vertrokken (precies zoals Phil in 2003 voorspelde) kan hij zich nu volledig op Bobby richten.  

### 2012-13

#### (Geen) huwelijk met Mandy
Uiteindelijk keert Lucy terug; Ian heeft dan een relatie met Mandy naar wie hij de teruggewonnen cafetaria vernoemt. Ian wordt gedwongen om te kiezen tussen zijn dochter en een vijfde huwelijk, en kiest voor het laatste. Dit blijkt de verkeerde beslissing, want Mandy blijkt toch niet genoeg van hem te houden. Ian raakt van slag, en daar komt ook nog bij dat hij zwaar in de schulden zit en dat hij zich van Ben heeft afgekeerd na diens  bekentenis Heather Trott te hebben vermoord. Gehuld in pyjama en ochtendjas loopt Ian weg om twee maanden later te worden teruggevonden in een opvangcentrum voor daklozen waar Lauren Branning werkt. Ian wordt in eerste instantie niet als een verloren vader onthaald, maar na bemiddeling van Sharon geeft Lucy hem een tweede kans op voorwaarde dat zij de nieuwe eigenaresse wordt van de cafetaria. Hoewel er sprake blijft van een verstoorde vader-dochterrelatie is Ian maar al te trots op de zakenvrouw die Lucy is geworden en noemt haar zijn favoriete kind; dit tot grote teleurstelling van de eveneens teruggekeerde Peter.

### 2014-17

#### Relatie met Denise en dood van Lucy
Ian raakt verwikkeld in een concurrentiestrijd met Denise Fox, maar worden uiteindelijk een stel; ook komt Cindy's gelijknamige dochter bij hem wonen. In april 2014 krijgt Ian een grote klap te verwerken; Lucy is dood aangetroffen in het bos, en op de begrafenis hoort hij van haar affaire met Laurens vader Max Branning die enkel uit was op seks. Jane is ook aanwezig waardoor Ian hoop krijgt op een verzoening; als dit niet zo blijkt te zijn zoekt hij contact met Max' ex-drugsverslaafde schoonzus Rainie voor betaalde seks. Ian heeft echter geen geld, en Rainie dreigt alles aan Denise te vertellen; Patrick Trueman, een grootvader voor de dochters van Denise, komt op hetzelfde idee maar wordt door een beroerte getroffen die zijn spraakvermogen aantast. Ian probeert hem in een verzorgingshuis te laten opnemen; vergeefs, en Rainie gaat alsnog met Denise praten. Nog voordat Ian zijn kant van het verhaal kan vertellen gaat Denise er met Patrick vandoor. Op advies doet hij hetzelfde en duikt een paar weken onder bij Michelle in Florida. Bij terugkeer maakt Peter plannen om naar Nieuw-Zeeland te gaan. 

#### Tweede huwelijk met Jane
Uiteindelijk zijn Ian en Jane dan toch hertrouwd, en blijkt Bobby de moordenaar te zijn; hij had Lucy per ongeluk neergeslagen met een juwelendoos. Max wordt als de schuldige aangewezen en veroordeeld tot een gevangenisstraf van 21 jaar. Bobby belandt alsnog voor drie jaar achter de tralies nadat hij ook Jane probeerde te vermoorden; zij zit nu in een rolstoel.  
Steven is weer even in beeld en Michelle keert terug uit de Verenigde Staten; nadat zij op de vis en friettent inrijdt besluit Ian het onverzekerde pand te verkopen om meer tijd met Jane door te kunnen brengen. Max lijkt Ian en Jane te hebben vergeven dat hij onschuldig vastzat, maar is uit op wraak. Dit leidt ertoe dat Ian ook Steven verliest nadat deze werd gedwongen om het restaurant in brand te steken en zodoende Jane te vermoorden. Nadat zij uit haar coma ontwaakt wordt Jane gedwongen om met Ian Walford te verlaten. Ian blijft echter en hoort vervolgens dat Max Steven heeft vermoord; hij gaat de confrontatie aan, maar verliest het.  

### 2020
Bobby heeft zich bekeerd tot de islam en wordt om die reden het ziekenhuis ingeslagen door Sharons tienerzoon Dennis Rickman. Ian spreekt Dennis erop aan tijdens een bootfeest en sluit hem op in een van de kooien. Door een ruzie tussen Phil en Keanu ontstaat er schipbreuk; Dennis overlijdt ondanks dat Ian zijn best heeft gedaan om hem te bevrijden. Dotty Cotton heeft gezien dat Ian Dennis opsloot en toont zich net zo'n slechterik als haar betreurde vader Nick; ze wil de garage of ze vertelt iedereen de waarheid. Tijdens de maaltijd na afloop van de begrafenis verandert Dotty van gedachten en probeert ze Ian een bekentenis af te dwingen.  
Uit liefde heeft Ian de Vic gekocht met geld van Max en aan Sharon teruggegeven. Die liefde blijkt niet wederzijds te zijn; Sharon geeft Phil zelfs de opdracht om Ian in elkaar te slaan vanwege zijn aandeel in de dood van Dennis. In het ziekenhuis blijkt Ian een hersenbloeding te hebben; bang om dood te gaan vraagt hij Sharon ten huwelijk, en ze zegt ja. Ook dit blijkt bij haar wraakactie te horen; samen met Phil probeert ze Ian langzaamaan te vergiftigen en het zo te laten lijken alsof hij zelfmoord heeft gepleegd. Tijdens een 'romatisch diner' zet ze hem pasta-met-cocaïne voor. Ian komt erachter waar Sharon mee bezig is waarop zij bekent en hem de huid vol scheldt. Maar als Ian dan toch haar vergiftigde pasta proeft redt Sharon zijn leven door hem het eten uit te laten spugen. Hun huwelijk is voorbij, en Sharon zegt dat ze het voortaan aan Phil overlaat om met Ian af te rekenen. Ian verlaat de Square en stuurt Sharon off-screen een nietigingsverklaring waardoor de Vic nu volledig van haar is.